# Walewice (wieś w powiecie łowickim)
Walewice – wieś w Polsce położona w województwie łódzkim, w powiecie łowickim, w gminie Bielawy. W 2011 roku zamieszkiwało ją 326 osób.
Wieś szlachecka położona była w drugiej połowie XVI wieku w powiecie sochaczewskim ziemi sochaczewskiej województwa rawskiego. Za Królestwa Polskiego istniała gmina Walewice. W latach 1975–1998 miejscowość należała administracyjnie do województwa skierniewickiego.
Usytuowanie Walewic na mapie żartobliwie określa się, że leżą „między Piątkiem a Sobotą”.

## Historia
4 maja 1810 roku w tutejszym pałacu urodził się syn Napoleona Bonaparte i Marii Walewskiej, Aleksander Colonna-Walewski, późniejszy ambasador Francji w Wielkiej Brytanii i minister spraw zagranicznych Napoleona III.
W nocy z 9 na 10 września 1939 ciężkie walki o wieś Walewice, folwark, dwór i pałac stoczyła Wielkopolska Brygada Kawalerii. Bój ten był częścią bitwy nad Bzurą. W czasie walki wyróżnił się dowódca 1. szwadronu 17 Pułku Ułanów Wielkopolskich rotmistrz Michał Gutowski. Ciężko ranny został podporucznik rezerwy Aleksander Lossow-Niemojowski. Wśród poległych był podporucznik Roman Nitecki.
W 1966 roku realizowano tu zdjęcia do filmu komediowego Marysia i Napoleon, a w 1979 roku do serialu Rodzina Połanieckich.

## Zabytki
Według rejestru zabytków NID na listę zabytków wpisany jest zespół pałacowy z XVIII–XIX w.:
- pałac z pawilonami i galeriami, 1783, nr rej.: 119-VII-28 z 18.01.1962 oraz 119 z 24.08.1967
- park, nr rej.: 617 z 24.08.1967